# Österreichische Zeitschrift für Geschichtswissenschaften
Die Österreichische Zeitschrift für Geschichtswissenschaften (eigene Schreibung: Oesterreichische Zeitschrift für Geschichtswissenschaften, OeZG) ist eine renommierte Fachzeitschrift für Geschichte, die seit 1990 erscheint. Anders als der Name nahelegt, ist die Zeitschrift nicht von einem Schwerpunkt auf Österreichische Geschichte geprägt, sondern vermittelt praktisch keine nationalhistorischen Ansätze. Viele der erscheinenden Hefte widmen sich spezifischen Themen von der frühen Neuzeit bis in die Gegenwart, wobei der Schwerpunkt auf theoriegeleiteten, kulturwissenschaftlichen Fragestellungen aus den Teildisziplinen der Kulturgeschichte, Kulturwissenschaften, der Wirtschafts- und Sozialgeschichte, der Geschlechtergeschichte sowie der Wissensgeschichte, der Geschichtsdidaktik und neueren Entwicklungen in den Geschichtswissenschaften allgemein liegt. Neben den Aufsätzen zum Themenschwerpunkt enthält jede Ausgabe auch einen sogenannten Open Space, in dem andere Themen bearbeitet werden. Ein überwiegender Teil aller Texte ist als peer-reviewed gekennzeichnet, wird also nur veröffentlicht, nachdem zwei externe Gutachten seine Qualität bestätigt haben, daneben erscheinen seltener auch Interviews und Essays.
Die Gründung der Zeitschrift im Jahr 1990 steht in engem Zusammenhang mit der Herausbildung neuer Disziplinen in der Geschichtswissenschaften und dem sogenannten Cultural Turn in den Geistes- und Kulturwissenschaften. Ausgehend vor allem vom Institut für Wirtschafts- und Sozialgeschichte an der Universität Wien entwickelte eine international agierende Gruppe einen Ort des Austauschs in Zeiten zunehmender Interdisziplinarität. Kennzeichnend für die Ausrichtung der Zeitschrift in dieser frühen Phase waren auch breit rezipierte Rezensionen und Ausstellungskritiken, die teils als Schlüsseltexte eines Paradigmenwechsels berühmt wurden. In der Gegenwart ist die Zeitschrift vor allem aufgrund ihrer hohen Qualitätsstandards eines der wichtigsten Organe für geschichtswissenschaftliche Veröffentlichungen im deutschsprachigen Raum. Das Bewertungsportal Scimago Journal & Country Rank listet die Zeitschrift beispielsweise konstant unter den am häufigsten zitierten Humanity-Fachzeitschriften in Westeuropa. Institutionell zeigt die Zeitschrift heute eine stärkere Anbindung an die Historisch-Kulturwissenschaftliche Fakultät der Universität Wien, die das Erscheinen ebenso finanziert wie die Stadt Wien.
Mit Beginn des Jahrgangs 2020 hat die OeZG vom Grünen Weg des Open-Access-Publizierens (kostenfreier Zugang ein Jahr nach Veröffentlichung) auf den Platinum (Diamantenen) Weg (freie Verfügbarkeit sofort bei Erscheinen, keine Gebühren für Beitragende oder Lesende) umgestellt. Alle Beiträge werden unter der Creative-Commons-Lizenz CCBY 4.0 über das Open Journal Systems (OJS3) der Universität Wien veröffentlicht. Alle Ausgaben seit 1990 wurden eingearbeitet (Archiv) und an dieser Stelle zugänglich gemacht. Alle Aufsätze der Ausgaben 1/1/1990 bis 30/2/2019 sind ebenfalls kostenlos digital verfügbar über die Website der Zeitschrift abrufbar.
Daneben betreibt die Zeitschrift auch einen losen Blog, der der Verknüpfung bisheriger Publikationen und der für ein Fachpublikum nützlichen Selbstreflexion der Herausgebenden und weniger der Kommunikation mit einer breiten Öffentlichkeit dient.